# George MacQuarrie
George MacQuarrie, nato George Donald MacQuarrie (San Francisco, 2 giugno 1873 – aprile 1951), è stato un attore statunitense.
Interprete caratterista, prese parte a oltre un'ottantina di film, iniziando ad apparire sullo schermo negli anni dieci del Novecento. Lavorò spesso a Broadway dove il suo nome apparve nel cast di numerose produzione teatrali sin dal 1916.
Sposato con l'attrice teatrale Helen MacKellar, era fratello degli attori Murdock MacQuarrie, Frank MacQuarrie e Albert MacQuarrie.

## Filmografia
- The Doctor of the Afternoon Arm, regia di Robert F. Hill - cortometraggio (1916)
- The Eternal Sapho, regia di Bertram Bracken (1916)
- The Health Road, regia di Allen J. Holubar - cortometraggio (1916)
- The Revolt, regia di Barry O'Neil (1916)
- The Heart of a Hero, regia di Émile Chautard (1916)
- All Man, regia di Émile Chautard (1916)
- A Hungry Heart, regia di Émile Chautard (1917)
- The Social Leper, regia di Harley Knoles (1917)
- Forget-Me-Not, regia di Émile Chautard (1917)
- The Stolen Paradise, regia di Harley Knoles (1917)
- The Price of Pride, regia di Harley Knoles (1917)
- The Iron Ring, regia di George Archainbaud (1917)
- A Maid of Belgium, regia di George Archainbaud (1917)
- Adventures of Carol, regia di Harley Knoles (1917)
- Her Hour, regia di George Cowl (1917)
- Betsy Ross, regia di George Cowl e Travers Vale (1917)
- The Tenth Case, regia di George Kelson (1917)
- Diamonds and Pearls, regia di George Archainbaud (1917)
- The Beautiful Mrs. Reynolds, regia di Arthur Ashley (1918)
- Gates of Gladness, regia di Harley Knoles (1918)
- Wanted: A Mother, regia di Harley Knoles (1918)
- Vengeance, regia di Travers Vale (1918)
- Stolen Orders, regia di George Kelson e Harley Knoles (1918)
- The Interloper, regia di Oscar C. Apfel (1918)
- The Cabaret, regia di Harley Knoles (1918)
- The Golden Wall, regia di Dell Henderson (1918)
- Joan of the Woods, regia di Travers Vale (1918)
- Heredity, regia di William P.S. Earle (1918)
- Merely Players, regia di Oscar Apfel (1918)
- Appearance of Evil, regia di Lawrence C. Windom (1918)
- Hitting the Trail, regia di Dell Henderson (1918)
- Love in a Hurry
- The Bluffer, regia di Travers Vale (1919)
- Mandarin's Gold, regia di Oscar Apfel (1919)
- Courage for Two, regia di Dell Henderson (1919)
- The Unveiling Hand, regia di Frank Hall Crane (1919)
- The Little Intruder, regia di Oscar Apfel (1919)
- The Social Pirate, regia di Dell Henderson (1919)
- Love and the Woman, regia di Tefft Johnson (1919)
- Sacred Silence, regia di Harry F. Millarde (1919)
- L'idolo danzante (The Idol Dancer), regia di David W. Griffith
- Il fiore dell'isola (The Love Flower), regia di David W. Griffith (1920)
- The Whisper Market, regia di George L. Sargent (1920)
- Uncle Sam of Freedom Ridge, regia di George Beranger (1920)
- La città degli uomini silenziosi (The City of Silent Men), regia di Tom Forman (1921)
- Forbidden Love, regia di Philip Van Loan (1921)
- Find the Woman, regia di Tom Terriss
- A Virgin's Sacrifice, regia di Webster Campbell
- Backbone, regia di Edward Sloman (1923)
- The Ragged Edge, regia di F. Harmon Weight (1923)
- Il gobbo di Notre Dame (The Hunchback of Notre Dame), regia di Wallace Worsley (1923)
- Half-a-Dollar Bill, regia di W. S. Van Dyke (1924)
- The Rejected Woman, regia di Albert Parker (1924)
- The Street of Tears, regia di Travers Vale (1924)
- The Hole in the Wall, regia di Robert Florey (1929)
- Il cavaliere della libertà (Abraham Lincoln), regia di David W. Griffith (1930
- Contact, regia di Joseph Henabery - cortometraggio (1932)
- King Kong, regia di Merian C. Cooper e Ernest B. Schoedsack (1933)
- Papà cerca moglie (A Bedtime Story), regia di Norman Taurog (1933)
- La guerra lampo dei Fratelli Marx (Duck Soup), regia di Leo McCarey (1933)
- You're Telling Me!, regia di Erle C. Kenton (1934)
- Zampa di gatto (The Cat's-Paw), regia di Sam Taylor e, non accreditato, Harold Lloyd (1934)
- Il grande Barnum
- L'incredibile realtà
- 14ª ora, regia di Henry Hathaway (1951)